# Zehe (Fuß)

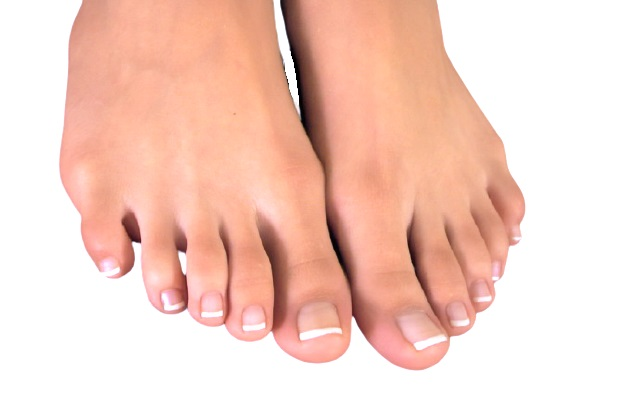
Menschliche Zehen

Die Zehen (im Singular der Zeh oder die Zehe; latein Sing. Digitus pedis, wörtlich ‚Zeiger/Finger des Fußes‘, Pl. Digiti pedis) sind die Endabschnitte des Fußes der Landwirbeltiere (Tetrapoda) und gehören zu den Akren.
Bei Landwirbeltieren, die sich auf vier Gliedmaßen fortbewegen (Quadrupeden), haben Finger und Zehen meist eine sehr ähnliche Funktion und werden, falls überhaupt, vor allem anhand ihrer Position an den Vorder- bzw. Hintergliedmaßen unterschieden. Bei Landwirbeltieren, die sich vorwiegend oder immer auf den Hintergliedmaßen, das heißt auf Beinen im engeren Sinn mit Füßen im engeren Sinn, fortbewegen (Bipeden), ist die Funktion von Fingern und Zehen oft deutlich unterschiedlich. Dies geht nicht selten mit Unterschieden in Form, Größe und/oder Anzahl einher.

## Begriffe
Das Wort Zehe (ahd. zêha „Zehe“) bedeutete ursprünglich „Finger“, eigentlich „Zeiger“. Es ist verwandt mit zeihen und zeigen sowie mit lateinisch digitus „Finger, Zeh[e]“ (indogermanische Wortwurzel: *deik „zeigen“).
Wissenschaftlich werden die Zehen als Digiti pedis (Singular: Digitus pedis) bezeichnet und von innen nach außen mit römischen Zahlen durchnummeriert. Der Digitus pedis I, deutsch großer Zeh, Großzehe oder auch Großzeh, trägt zusätzlich den Namen Hallux; der Digitus pedis V wird auch als Digitus minimus oder deutsch kleiner Zeh, Kleinzehe oder Kleinzeh bezeichnet.
Für die Digiti pedis II, III und IV existieren keine speziellen Bezeichnungen, weder in der Fach- noch in der Alltagssprache. Wörter für den zweiten und vierten Zeh zu finden war Teil des 3sat-Wettbewerbs „Uns fehlen die Worte“ im Jahr 2009. Anklang fand der naheliegende Vorschlag, sie analog zu den Fingern als Zeigezeh bzw. Ringzeh zu bezeichnen, wobei zumindest der Zeigezeh bereits für 2003 belegt ist. Diese Begriffe sind jedoch nicht in der Sprachgemeinschaft etabliert und deshalb auch in keinem Wörterbuch zu finden.

## Anatomie

Schema der Fußknochen des Menschen

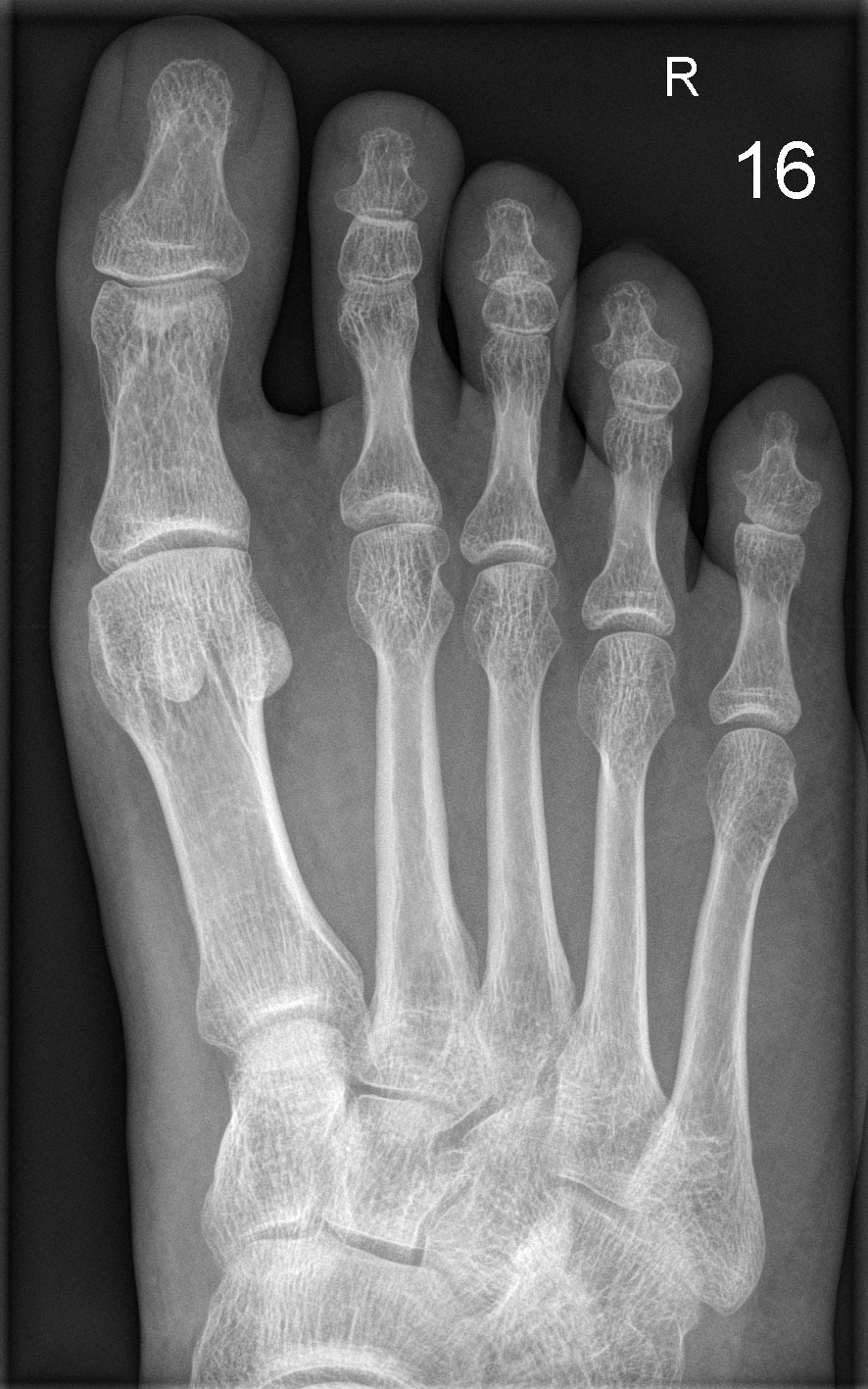
Röntgenbild der Fußknochen des Menschen

Von Zehen spricht man insbesondere bei den Endabschnitten der Füße des Menschen. Aufgrund der Bipedie des Menschen und der daraus resultierenden Funktionsunterschiede zwischen menschlichen Händen und Füßen sind menschliche Zehen im Verhältnis deutlich kürzer und teils auch anders ausgerichtet als die Finger. Der Mensch besitzt an jedem Fuß fünf Zehen. Der anatomisch erste Zeh (Hallux, Digitus pedis I) ist beim Menschen der größte – wenngleich nicht immer der längste – Zeh (daher auch großer Zeh, Großzeh oder umgangssprachlich Großer Onkel genannt) und befindet sich am vorderen Fußende an der innersten Position. Der anatomisch fünfte Zeh (Digitus pedis V) ist der kleinste Zeh (dementsprechend auch kleiner Zeh, Kleinzehe bzw. Kleinzeh genannt) und liegt am weitesten außen. Bei den übrigen Landwirbeltieren schwankt die Zehenzahl zwischen 1 (z. B. Pferde) und fünf, bei den meisten Arten sind vier Zehen ausgebildet.
An der Basis der Zehen, also am Zehengrundgelenk, liegen die Zehenballen. Bei Menschen trägt jeder Zeh einen Nagel. Bei Tieren können Zehen statt Nägeln auch Hufe, Klauen oder Krallen tragen. Es gibt auch Tiere, deren Zehen durch Schwimmhäute verbunden sind. Auch beim Menschen gibt es im Embryonalstadium noch solche Interdigitalhäute, die jedoch durch Apoptose weitgehend degenerieren. Findet diese nicht statt, kommt es zu einer kutanen Syndaktylie.

### Die Zehenglieder
Die Zehenknochen (Ossa digiti oder Ossa digitorum pedis) ähneln im Aufbau den Fingerknochen. Die große Zehe besitzt zwei Glieder, alle übrigen Zehen sind dreigliedrig. Die Glieder werden in Grundglied (Phalanx proximalis), Mittelglied (Phalanx media) und Endglied (Phalanx distalis oder Phalanx unguicularis) unterteilt. Bei Huftieren werden sie als Fessel-, Kron- und Hufbein bezeichnet. An den Zehenknochen lassen sich die Basis, der Körper und der Kopf unterscheiden.

### Gelenke
Die Gelenke zwischen Mittelfußknochen und Grundgliedern werden als Zehengrundgelenke (Metatarsophalangealgelenke) bezeichnet. Das Gelenk zwischen Grund- und Mittelglied trägt die Bezeichnung Mittelgelenk oder proximales Interphalangealgelenk (PIP). Zwischen dem Mittel- und dem Endglied befindet sich das Endgelenk (distales Interphalangealgelenk, DIP).

### Länge der Zehen
Ist die große Zehe die längste, so spricht man von einer ägyptischen Fußform. Ist jedoch die zweite Zehe die längste, so spricht man von einer griechischen Form. Die dritte Form ist die römische, bei der die ersten beiden Zehen in etwa in einer Linie stehen; sie wird auch quadratische Form genannt. Die ägyptische Form ist die häufigste (44 %), vor der römischen (36 %) und der griechischen (20 %).

## Bewegungen der Zehen und Muskulatur
Die Beugung der Zehen in Richtung Boden wird als Flexion, manchmal auch als Plantarflexion, bezeichnet. Sie wird durch die Zehenbeugemuskulatur bewerkstelligt. Für die Beugung der Großzehe sind im Wesentlichen der kurze und der lange Großzehenbeuger zuständig. Die zweite bis fünfte Zehe wird im Wesentlichen durch den kurzen und den langen Zehenbeuger gebeugt.
Die Streckung der Zehen in Richtung Fußrücken wird als Extension, selten auch als Dorsalextension oder Dorsalflexion bezeichnet. Für die Streckung der Großzehe ist der kurze und der lange Großzehenstrecker zuständig. Die übrigen Zehen werden durch den kurzen und langen Zehenstrecker, die kleine Zehe nur durch den langen Zehenstrecker gestreckt.
Das Spreizen der Zehen nennt man Abduktion. Zieht man die Zehen nach der Spreizung wieder aneinander, so handelt es sich hierbei um eine Adduktion.

## Erkrankungen der Zehen
Es gibt unter anderem die folgenden Erkrankungen und Fehlbildungen der Zehen:
- Hallux valgus (Schiefstellung der großen Zehe)
- Hallux rigidus (Versteifung des Großzehengrundgelenks infolge einer Arthrose)
- Hammerzehe (krallenartige Beugung einer Zehe)
- Krallenzehe (Verrenkung des Zehengrundgelenks)
- Spreizfuß (Auseinanderweichen der Mittelfußknochen)
- Hühnerauge (Schwielenbildung)

Mit Bezug auf Finger und/oder Zehen:
- Brachydaktylie (Verkürzung einzelner oder mehrerer Finger oder Zehen)
- Oligodaktylie (Fehlen eines oder mehrerer Finger oder Zehen)
- Polydaktylie (überzählige Finger oder Zehen)
- Syndaktylie (Verwachsung bzw. Nichttrennung von Finger- oder Zehengliedern)

Die Bezeichnung Dysmelie (Fehlbildung) wird auf Gliedmaßen aller Art angewendet: Arme und Beine, Hände und Füße, Finger und Zehen.

## Sonstiges
Im britischen Derbyshire findet jährlich seit den 1970er Jahren die Weltmeisterschaft im Zehenwrestling statt.